# Campeonato Europeo de Patinaje Artístico sobre Hielo de 2023
El CXIV Campeonato Europeo de Patinaje Artístico sobre Hielo se celebró en Espoo (Finlandia) del 25 al 28 de enero de 2023 bajo la organización de la Unión Internacional de Patinaje sobre Hielo (ISU) y la Federación Finlandesa de Patinaje sobre Hielo.
Las competiciones se realizaron en la Espoo Metro Areena de la ciudad finlandesa. 
Los patinadores de Rusia y Bielorrusia fueron excluidos de este campeonato debido a la invasión rusa de Ucrania.

## Calendario
- Hora local de Finlandia (UTC+2).

| Programa corto | Programa libre |

| Fecha       | Hora        | Evento            |
| ----------- | ----------- | ----------------- |
| 25 de enero | 13:15–15:25 | Parejas           |
| 25 de enero | 17:35–21:55 | Masculino         |
| 26 de enero | 13:15–17:55 | Femenino          |
| 26 de enero | 19:25–21:55 | Parejas           |
| 27 de enero | 13:15–16:55 | Danza sobre hielo |
| 27 de enero | 18:00–21:55 | Masculino         |
| 28 de enero | 13:00–16:55 | Femenino          |
| 28 de enero | 18:30–21:50 | Danza sobre hielo |

## Resultados

### Masculino
| Puesto | Nombre           | País    | Puntos |
| ------ | ---------------- | ------- | ------ |
| Oro    | Adam Siao Him Fa | Francia | 266,77 |
| Plata  | Matteo Rizzo     | Italia  | 259,92 |
| Bronce | Lukas Britschgi  | Suiza   | 248,01 |

### Femenino
| Puesto | Nombre              | País    | Puntos |
| ------ | ------------------- | ------- | ------ |
| Oro    | Anastasiya Gubanova | Georgia | 199,91 |
| Plata  | Loena Hendrickx     | Bélgica | 193,48 |
| Bronce | Kimmy Repond        | Suiza   | 192,51 |

### Parejas
| Puesto | Nombre                               | País     | Puntos |
| ------ | ------------------------------------ | -------- | ------ |
| Oro    | Sara Conti / Niccolò Macii           | Italia   | 195,13 |
| Plata  | Rebecca Ghilardi / Filippo Ambrosini | Italia   | 186,96 |
| Bronce | Annika Hocke / Robert Kunkel         | Alemania | 184,26 |

### Danza sobre hielo
| Puesto | Nombre                              | País        | Puntos |
| ------ | ----------------------------------- | ----------- | ------ |
| Oro    | Charlène Guignard / Marco Fabbri    | Italia      | 210,44 |
| Plata  | Lilah Fear / Lewis Gibson           | Reino Unido | 207,89 |
| Bronce | Juulia Turkkila / Matthias Versluis | Finlandia   | 198,21 |

## Medallero
| Núm. | País        | Oro | Plata | Bronce | Total |
| ---- | ----------- | --- | ----- | ------ | ----- |
| 1    | Italia      | 2   | 2     | 0      | 4     |
| 2    | Francia     | 1   | 0     | 0      | 1     |
| 2    | Georgia     | 1   | 0     | 0      | 1     |
| 4    | Bélgica     | 0   | 1     | 0      | 1     |
| 4    | Reino Unido | 0   | 1     | 0      | 1     |
| 6    | Suiza       | 0   | 0     | 2      | 2     |
| 7    | Alemania    | 0   | 0     | 1      | 1     |
| 7    | Finlandia   | 0   | 0     | 1      | 1     |
|      | TOTAL       | 4   | 4     | 4      | 12    |